# Round Table (cheval)
Pour les articles homonymes, voir Round Table.
Round Table (1954-1987) est un cheval de course pur-sang américain. Membre du Hall of Fame des courses américaines, cheval de l'année en 1958, il est considéré comme le meilleur cheval de l'histoire des courses américaines sur le gazon au XXe siècle. Il devint, à la suite de sa longue carrière, un étalon important.  

## Carrière de course
Élevé à Claiborne Farm à Paris, Kentucky, Round Table est né au même endroit et la même nuit que l'un de ses futur rivaux Bold Ruler, qu'il retrouvera dans ce même haras une fois leur carrière de course achevée. Tous deux font partie de la génération 1954, qui passe pour l'une des plus brillantes de l'histoire, puisqu'y appartiennent pas moins de trois membres du Hall of Fame : Bold Ruler et Round Table donc, ainsi que Gallant Man. Round Table fait ses débuts à 2 ans et s'illustre cette année-là par une victoire dans les Breeders' Futurity Stakes.
En 1957, Round Table fait une rentrée médiocre en Floride, loin derrière Gallant Man. Trois semaines plus tard, le jour où il termine une fois encore loin d'un autre poulain prometteur, Iron Liege, il est cédé par Arthur B. Hancock, le boss de Claiborne Farm, au magnat du pétrole Travis Kerr, pour $ 145 000, un prix élevé qui témoigne de l'estime qu'on lui porte. L'accord de vente, qui permet au haras de sortir d'une mauvaise passe financière, stipule que le cheval reviendra à Claiborne Farm s'il fait la monte, et que le haras percevra 20% de tous ses gains. Round Table rejoint donc l'écurie de l'entraîneur William Molter qui l'envoie en Californie disputer le Santa Anita Derby, où il termine bon troisième, à un souffle du vainqueur. Sa victoire ensuite dans les Blue Grass Stakes lui ouvre les portes d'un Kentucky Derby des plus prometteurs avec Bold Ruler et Gallant Man, qui viennent de s'expliquer sévèrement dans les Wood Memorial Stakes. La course tourne à la parade de cirque : tandis que Bold Ruler fait les bras à son jockey Eddie Arcaro et s'essouffle pour finir quatrième, Bill Shoemaker, en selle sur Gallant Man, se trompe de poteau alors qu'il a course gagnée, se relève un instant, et laisse Iron Liege filer vers la victoire. Round Table est troisième. Mais plutôt que de continuer la route de la Triple Couronne avec les Preakness Stakes et les Belmont Stakes, le poulain retourne en Californie où, après un accessit d'honneur dans les Californian Stakes, il aligne cinq victoires contre les chevaux d'âge, dont la Hollywood Gold Cup. À l'été, il revient sur la Côte Est et continue sa série, empochant l'American Derby (largement aux dépens de Iron Liege, l'heureux vainqueur du Kentucky Derby), le United Nations Handicap et la Hawthorne Gold Cup. Il s'est surtout découvert une appétence pour le gazon, où il semble intouchable.   
Un tel enchaînement de victoires replace Round Table dans la course au titre de cheval de l'année. Question de suprématie aussi, dans cette exceptionnelle génération où Bold Ruler et Gallant Man ne cessent de s'illustrer de leur côté. Il faut trancher, et les Trenton Handicap feront office de juge de paix, puisque les trois poulains se retrouvent sans autres adversaires. Un juge peu clément pour Round Table, puisque la course se déroule sur le dirt : il est battu, sans contestation, Bold Ruler gagnant facilement devant Gallant Man. La course décide du titre de Cheval de l'année, et c'est Bold Ruler qui est sacré, Round Table se contentant d'un titre de meilleur cheval sur le gazon. Il achève le 28 décembre, par une victoire dans les Malibu Sequet Stakes, une interminable saison qui a commencé le 19 janvier : le poulain court beaucoup, énormément, de chaque côté de l'Amérique. 22 courses en un an, un chiffre inimaginable de nos jours, où les carrières sont fulgurantes.
Et c'est loin d'être fini puisque Round Table repart en campagne en 1958. Sans fatigue : n'était sa cinquième place dans les Woodward Stakes sur le dirt, il termine premier ou deuxième des vingt courses qu'il dispute en l'espace de neuf mois, un semestre Côte Est succédant à un semestre californien. Sa régularité, couplé aux saisons avortés de Bold Ruler et Gallant Man, lui vaut d'être élu cheval de l'année et de rafler toutes les récompenses dans lesquels il concourait (meilleur cheval sur le gazon, meilleur cheval de handicap). En 1959, il reprend son bâton de pèlerin du stakhanovisme et empoche encore une poignée de handicaps parmi les plus prisés d'Amérique, ce qui lui vaut un troisième titre de meilleur cheval sur le gazon. Cette année-là, il remporte notamment le San Marcos Handicap sous une montagne de plomb (132 livres) en parcourant les 2 000 mètres de Santa Anita en 1'58"40 : non seulement il s'agit d'un record des États-Unis, mais c'est la cinquième fois qu'il passe sous la barre des deux minutes sur cette distance. Un exploit incomparable, puisqu'avant lui un seul cheval avait réussi à franchir ce seuil à deux reprises. Il aura au total, lors de ses 43 victoires, battu ou égalé 14 records de piste, deux records des États-Unis et un record du monde. Il devient le troisième cheval après Citation et Nashua à dépasser le million de dollars de gains, étant pour quelques années le plus cheval américain de l'histoire. De quoi lui assurer une place, la 17e sur la liste des 100 meilleurs chevaux de sport hippique américain du XXe siècle établie par le magazine Blood-Horse en 1999, deux rangs devant Bold Ruler, tandis que Gallant Man est classé 36e. De quoi lui assurer aussi une place dans le Hall of Fame des courses américaines, où il est le premier des trois à être admis, en 1972. 

### Résumé de carrière
| Date          | Hippodrome      | Pays        | Course                         | Distance    | Jockey        | Place       | Écart       | Vainqueur ou deuxième |
| 1956, 2 ans   | 1956, 2 ans     | 1956, 2 ans | 1956, 2 ans                    | 1956, 2 ans | 1956, 2 ans   | 1956, 2 ans | 1956, 2 ans | 1956, 2 ans           |
| ------------- | --------------- | ----------- | ------------------------------ | ----------- | ------------- | ----------- | ----------- | --------------------- |
| 24 février    | Hialeah Park    | États-Unis  | Maiden                         | 600 m       | S. Brooks     | 4e / 14     | 2           | Myla                  |
| 14 avril      | Keeneland       | États-Unis  | Mount Brilliant Race           | 800 m       | S. Brooks     | 1er / 8     | 2 ½         | Pandean               |
| 25 avril      | Keeneland       | États-Unis  | Lafayette Stakes               | 800 m       | S. Brooks     | 1er / 9     | 1/2         | Jet Colone            |
| 28 juin       | Arlington Park  | États-Unis  | High Eller Crease Race         | 1 000 m     | S. Brooks     | 1er / 6     | 2           | Jet Colone            |
| 4 juillet     | Arlington Park  | États-Unis  | Hyde Park Stakes               | 1 100 m     | S. Brooks     | 2e / 8      | 5           | Greek Game            |
| 21 juillet    | Arlington Park  | États-Unis  | Arlington Futurity             | 1 200 m     | S. Brooks     | 4e / 7      | 6 ½         | Greek Game            |
| 6 août        | Washington park | États-Unis  | George Woolf Memorial Stakes   | 1 200 m     | S. Brooks     | tombé       |             | Smart Phil            |
| 11 octobre    | Keeneland       | États-Unis  | Steelway Race                  | 1 200 m     | S. Brooks     | 1er / 5     | 1 ½         | Dixie Dudley          |
| 20 octobre    | Keeneland       | États-Unis  | Breeders' Futurity Stakes      | 1 400 m     | S. Brooks     | 1er / 10    | 1/2         | Missile               |
| 3 novembre    | Churchill Downs | États-Unis  | Stepping Stone Race            | 1 400 m     | S. Brooks     | 8e / 14     | 7 ¼         | Charlie's Song        |
| 1957, 3 ans   |                 |             |                                |             |               |             |             |                       |
| 19 janvier    | Hialeah Park    | États-Unis  | Hibiscus Stakes                | 2 400 m     | S. Brooks     | 10e / 13    | 10          | Gallant Man           |
| 9 février     | Hialeah Park    | États-Unis  | Dallas Park Race               | 1 700 m     | S. Brooks     | 6e / 7      | 11          | Iron Liege            |
| 16 février    | Hialeah Park    | États-Unis  | Allowance                      | 1 400 m     | S. Brooks     | 1er / 9     | 6           | Lucky Dip             |
| 2 mars        | Santa Anita     | États-Unis  | Santa Anita Derby              | 1 800 m     | J. Longden    | 3e / 13     | tête        | Sir William           |
| 11 mars       | Santa Anita     | États-Unis  | San Bernardino Handicap        | 1 700 m     | J. Longden    | 5e / 9      | 8 ½         | Lightning Jack        |
| 6 avril       | Bay Meadows     | États-Unis  | Bay Meadows Derby              | 1 700 m     | R. Neves      | 1er / 6     | 4 ½         | Swirling Abbey        |
| 25 avril      | Keeneland       | États-Unis  | Blue Grass Stakes              | 1 800 m     | R. Neves      | 1er / 6     | 6           | One-Eyed King         |
| 4 mai         | Churchill Downs | États-Unis  | Kentucky Derby                 | 2 000 m     | R. Neves      | 3e / 9      | 2 ¾         | Iron Liege            |
| 25 mai        | Hollywood Park  | États-Unis  | Californian Stakes             | 1 700 m     | R. Neves      | 2e / 12     | 1 ½         | Social Clmbr          |
| 30 mai        | Hollywood Park  | États-Unis  | Will Rogers Stakes             | 1 600 m     | R. Neves      | 1er / 9     | 3 ½         | Joe Price             |
| 15 juin       | Hollywood Park  | États-Unis  | El Dorado Handicap             | 1 700 m     | G. Taniguchi  | 1er / 6     | 7           | Joe Price             |
| 6 juillet     | Hollywood Park  | États-Unis  | Cinema Handicap                | 1 800 m     | B. Shoemaker  | 1er / 7     | 4           | Joe Price             |
| 13 juillet    | Hollywood Park  | États-Unis  | Hollywood Gold Cup             | 2 000 m     | B. Shoemaker  | 1er / 11    | 3 ¼         | Porterhouse           |
| 20 juillet    | Hollywood Park  | États-Unis  | Westerner Stakes               | 2 000 m     | B. Shoemaker  | 1er / 8     | 2           | Irisher               |
| 20 août       | Washington park | États-Unis  | American Derby Prep            | 1 700 m     | B. Shoemaker  | 1er / 4     | 1 ¼         | Ekaba                 |
| 31 août       | Washington park | États-Unis  | American Derby                 | 1 900 m     | B. Shoemaker  | 1er / 8     | 4           | Iron Liege            |
| 14 septembre  | Atlantic City   | États-Unis  | United Nations Handicap        | 1 700 m     | B. Shoemaker  | 1er / 11    | nez         | Tudor Era             |
| 4 octobre     | Hawthorne       | États-Unis  | Allowance                      | 1 700 m     | B. Shoemaker  | 1er / 4     | 7           | Hundred Grand         |
| 12 octobre    | Hawthorne       | États-Unis  | Hawthorne Gold Cup             | 2 000 m     | W. Harmatz    | 1er / 6     | 3           | Swoon's Son           |
| 1er novembre  | Garden State    | États-Unis  | Allowance                      | 1 700 m     | B. Shoemaker  | 1er / 3     | 8           | Commadre Court        |
| 9 novembre    | Garden State    | États-Unis  | Trenton Handicap               | 2 000 m     | W. Harmatz    | 3e / 3      | 11          | Bold Ruler            |
| 28 décembre   | Santa Anita     | États-Unis  | Malibu Sequet Stakes           | 1 400 m     | B. Shoemaker  | 1er / 8     | tête        | Seaneen               |
| 1958, 3 ans   |                 |             |                                |             |               |             |             |                       |
| 11 janvier    | Santa Anita     | États-Unis  | San Fernando Stakes            | 1 700 m     | B. Shoemaker  | 1er / 6     | 4 ¼         | The Searcher          |
| 25 janvier    | Santa Anita     | États-Unis  | Santa Anita Maturity Stakes    | 2 000 m     | W. Harmatz    | 1er / 6     | 4 ½         | Seaneen               |
| 15 février    | Santa Anita     | États-Unis  | San Antonio Handicap           | 1 800 m     | B. Shoemaker  | 1er / 9     | 3 ½         | Mystic Eye            |
| 1er mars      | Santa Anita     | États-Unis  | Santa Anita Handicap           | 2 000 m     | B. Shoemaker  | 1er / 9     | 2 ½         | Terrang               |
| 14 mars       | Gulfstream Park | États-Unis  | Challenge Race                 | 1 700 m     | W. Harmatz    | 1er / 6     | 3 ½         | Meeting               |
| 22 mars       | Gulfstream Park | États-Unis  | Gulfstream Park Handicap       | 2 000 m     | B. Shoemaker  | 1er / 6     | 4           | Meeting               |
| 11 mai        | Agua Caliente   | États-Unis  | Caliente Handicap              | 1 700 m     | B. Shoemaker  | 1er / 10    | 9 ¼         | War Marshall          |
| 25 mai        | Hollywood Park  | États-Unis  | Californian Stakes             | 1 700 m     | B. Shoemaker  | 2e / 5      | 4 ¼         | Seaneen               |
| 7 juin        | Hollywood Park  | États-Unis  | Argonaute Handicap             | 1 600 m     | B. Shoemaker  | 1er / 6     | nez         | How Now               |
| 20 juin       | Washington park | États-Unis  | Allowance                      | 1 700 m     | I. Valenzuela | 1er / 5     | 2           | Bernburgoo            |
| 28 juin       | Washington park | États-Unis  | Archward Memorial Stakes       | 1 900 m     | B. Shoemaker  | 1er / 9     | 2 ½         | Tall Chief            |
| 12 juillet    | Arlington Park  | États-Unis  | Warren Light Memorial Stakes   | 1 800 m     | J. Longden    | 2e / 8      | tête        | Bernburgoo            |
| 19 juillet    | Arlington Park  | États-Unis  | Lawrence Armor Memorial Stakes | 1 800 m     | B. Hartack    | 1er / 10    | nez         | Clem                  |
| 8 août        | Arlington Park  | États-Unis  | Equipoise Mile Handicap        | 1 600 m     | B. Shoemaker  | 5e / 10     | 4           | Swoon's Son           |
| 23 août       | Arlington Park  | États-Unis  | Arlington Handicap             | 1 900 m     | B. Shoemaker  | 1er / 8     | 2 ¼         | Clem                  |
| 1er septembre | Arlington Park  | États-Unis  | Washington Park Handicap       | 1 600 m     | B. Shoemaker  | 2e / 9      | 3 ¼         | Clem                  |
| 8 septembre   | Atlantic City   | États-Unis  | Ambassador Race                | 1 700 m     | B. Shoemaker  | 1er / 7     | 2           | St. Vincent           |
| 13 septembre  | Atlantic City   | États-Unis  | United Nations Handicap        | 1 900 m     | I. Valenzuela | 2e / 12     | 1/2         | Clem                  |
| 27 septembre  | Belmont Park    | États-Unis  | Woodward Stakes                | 2 000 m     | E. Arcaro     | 5e / 7      | 17          | Clem                  |
| 11 octobre    | Hawthorne       | États-Unis  | Hawthorne Gold Cup             | 2 000 m     | B. Shoemaker  | 1er / 6     | 2 ¼         | Swoon's Son           |
| 1959, 5 ans   |                 |             |                                |             |               |             |             |                       |
| 3 janvier     | Santa Anita     | États-Unis  | San Carlos Handicap            | 1 400 m     | B. Shoemaker  | 2e / 10     | tête        | Hillsdale             |
| 24 janvier    | Santa Anita     | États-Unis  | San Marcos Handicap            | 2 000 m     | B. Shoemaker  | 1er / 8     | 5           | Eddie Schmidt         |
| 23 février    | Santa Anita     | États-Unis  | Washington Birthday Handicap   | 2 400 m     | B. Shoemaker  | 16e / 16    | 30          | Hakuchikara           |
| 13 mars       | Washington park | États-Unis  | Citation Handicap              | 1 600 m     | S. Brooks     | 1er / 11    | enc.        | Etonian               |
| 25 mars       | Washington park | États-Unis  | Exhibition Race                | 1 700 m     | S. Brooks     | 1er / 4     | 10          | On The Job            |
| 4 juillet     | Washington park | États-Unis  | Stars & Strives Handicap       | 1 800 m     | B. Shoemaker  | 1er / 9     | 3 ¼         | Noureddin             |
| 8 août        | Arlington Park  | États-Unis  | Equipoise Mile                 | 1 600 m     | B. Shoemaker  | 3e / 10     | 5           | Better Bee            |
| 15 août       | Arlington Park  | États-Unis  | Krem McCarthy Handicap         | 1 800 m     | B. Shoemaker  | 1er / 5     | enc.        | Tudor Era             |
| 22 août       | Arlington Park  | États-Unis  | Arlington Handicap             | 1 900 m     | B. Shoemaker  | 1er / 9     | tête        | Manassas              |
| 7 septembre   | Arlington Park  | États-Unis  | Washington Park Handicap       | 1 800 m     | B. Shoemaker  | 1er / 6     | 6 ½         | Dunce                 |
| 19 septembre  | Atlantic City   | États-Unis  | United Nations Handicap        | 1 900 m     | B. Shoemaker  | 1er / 10    | 1 ¼         | Noureddin             |
| 26 septembre  | Aqueduct        | États-Unis  | Woodward Stakes                | 2 000 m     | B. Shoemaker  | 3e / 4      | 1 ¾         | Sword Dancer          |
| 10 octobre    | Aqueduct        | États-Unis  | Manhattan Handicap             | 2 600 m     | B. Shoemaker  | 1er / 11    | 1           | Bald Eagle            |
| 31 octobre    | Aqueduct        | États-Unis  | Jockey Club Gold Cup           | 3 200 m     | P.J. Bailey   | 2e / 8      | 7           | Sword Dancer          |

## Au haras
Comme prévu, Round Table revient à Claiborne Farm à l'issue de sa carrière de course. Il s'y avère un remarquable étalon, récompensé d'un titre de tête de liste des étalons américains en 1972, alors même que ses produits ayant construit les plus beaux palmarès ont plutôt couru hors des États-Unis. On pense notamment à He's A Smoothie (cheval de l'année au Canada en 1967), aux Français Baldric (2000 Guinées, Champion Stakes) et Flirting Around (King's Stand Stakes) ou aux Irlandais Artaius (Eclipse Stakes, Sussex Stakes) et Apalachee (Observer Gold Cup, noté 137 chez Timeform). Son influence est grande en Océanie puisqu'il est le père de mère du chef-de-race Sir Tristram, six fois tête de liste des étalons australiens, l'étalon le plus influent du siècle aux Antipodes. Il est aussi le père de mère de l'excellent étalon Caerleon ou encore le père de Poker, père de mère de deux membres du Hall of Fame, Silver Charm et le grand Seattle Slew. 
Décidément infatigable, Round Table meurt à l'âge canonique de 33 ans le 13 juin 1987 et repose à Claiborne Farm. 

## Origines
En 1984, la Reine d'Angleterre, de passage dans le Kentucky, avait tenu à rendre visite à Round Table, alors âgé de 30 ans : la mère du vieux champion, Knight's Daughter, était issue de l'élevage du père de la souveraine, George VI. Lauréate de trois de ses quatre sorties, cette fille de la classique Feola (placée des 1000 Guinées et des Oaks), Knight's Daughter avait commencé sa carrière de poulinière en Angleterre, où elle avait produit une assez bonne 2 ans, Love Game. Elle fut achetée par Arthur B. Hancock au début des années 50 et transférée à Claiborne Farm où elle ne donna que trois produits, Round Table en 1954, la bonne Monarchy en 1957, qui se classa troisième des Alcibiade Stakes, et Love Game, qui ne put se mettre en valeur. Il s'agit d'une remarquable famille, celle de la jument-base Aloe (1926), dont descendent aussi les champions Pebbles, Nashwan, Salsabil, Go For Wand ou Johannesburg.  
Round Table et Monarchy sont issus du grand étalon de Claiborne Farm Princequillo, deux fois tête de liste, et huit fois tête de liste des pères de mères, et dont les filles ont donné deux des plus grands champions de l'histoire, Mill Reef et Secretariat.

### Pedigree
| Origines de Round Table (USA), mâle bai né en 1954 | Origines de Round Table (USA), mâle bai né en 1954 | Origines de Round Table (USA), mâle bai né en 1954 | Origines de Round Table (USA), mâle bai né en 1954 |
| -------------------------------------------------- | -------------------------------------------------- | -------------------------------------------------- | -------------------------------------------------- |
| Père Princequillo                                  | Prince Rose                                        | Rose Prince                                        | Prince Palatine                                    |
| Père Princequillo                                  | Prince Rose                                        | Rose Prince                                        | Eglantine                                          |
| Père Princequillo                                  | Prince Rose                                        | Indolence                                          | Gay Crusader                                       |
| Père Princequillo                                  | Prince Rose                                        | Indolence                                          | Barrier                                            |
| Père Princequillo                                  | Cosquilla                                          | Papyrus                                            | Tracery                                            |
| Père Princequillo                                  | Cosquilla                                          | Papyrus                                            | Miss Matty                                         |
| Père Princequillo                                  | Cosquilla                                          | Quick Thought                                      | White Eagle                                        |
| Père Princequillo                                  | Cosquilla                                          | Quick Thought                                      | Mindful                                            |
| Mère Knight's Daughter                             | Sir Cosmo                                          | The Boss                                           | Orby                                               |
| Mère Knight's Daughter                             | Sir Cosmo                                          | The Boss                                           | Southern Cross                                     |
| Mère Knight's Daughter                             | Sir Cosmo                                          | Ayn Hli                                            | Desmond                                            |
| Mère Knight's Daughter                             | Sir Cosmo                                          | Ayn Hli                                            | Lalla Rookh                                        |
| Mère Knight's Daughter                             | Feola                                              | Friar Marcus                                       | Cicero                                             |
| Mère Knight's Daughter                             | Feola                                              | Friar Marcus                                       | Prim Nun (GB)                                      |
| Mère Knight's Daughter                             | Feola                                              | Aloe                                               | Son-in-Law                                         |
| Mère Knight's Daughter                             | Feola                                              | Aloe                                               | Alope (famille 2-f)                                |